# クリナップキャリアサービス
クリナップキャリアサービス株式会社（Cleanup Career Service Corporation）は、福島県いわき市にある有料老人ホームの運営、各種介護サービス、労働者派遣、各種業務の請負などの事業を行う企業である。
クリナップ株式会社の完全子会社。

## 概要
有料老人ホームの運営、各種介護サービス、労働者派遣、各種業務の請負など、福島県いわき市を中心に事業を展開している。

## 事業所
- 本店・介護北部センター - 福島県いわき市四倉町細谷字江向6
- 介護南部センター - 福島県いわき市常磐西郷町金山14-1
- 介護南部センター 植田出張所 - 福島県いわき市東田町2丁目18-5
- 有料老人ホーム感謝の郷いわき - 福島県いわき市好間町上好間字道成川原15-20
- 富岡町高齢者等サポートセンター笑顔 - 福島県いわき市好間町上好間字道成川原15-8

## 沿革
- 1997年10月1日 - 設立。
- 2000年4月 - 介護北部センターを開設。
- 2005年
  - 5月 - 介護南部センターを開設。
  - 9月 - 有料老人ホーム感謝の郷いわきを開設。
- 2013年1月 - 富岡町高齢者等サポートセンターを開設[1]。
- 2018年
  - 2月 - いわき市女性活躍推進企業認証[2]。
  - 10月 - イクボス宣言[3]。
- 2019年
  - 2月 - いわき市障がい者雇用優良企業選定[4]。
  - 4月 - 介護南部センター 植田出張所を開設。
- 2020年
  - 1月 - 福島県次世代育成支援企業選定[5]。
  - 10月 - ユースエール認定企業に認定